# (6272) 1992 EB
(6272) 1992 EB est un astéroïde de la ceinture principale découvert en 1992.

## Description
(6272) 1992 EB a été découvert le 2 mars 1992 à Kushiro (Japon) par S. Ueda et H. Kaneda.

### Caractéristiques orbitales
L'orbite de cet astéroïde est caractérisée par un demi-grand axe de 2,19 UA, un périhélie de 2,01 UA, une excentricité de 0,08 et une inclinaison de 0,90° par rapport à l'écliptique. Du fait de ces caractéristiques, à savoir un demi-grand axe compris entre 2 et 3,2 UA et un périhélie supérieur à 1,666 UA, il est classé, selon la JPL Small-Body Database, comme objet de la ceinture principale.

### Caractéristiques physiques
(6272) 1992 EB a une magnitude absolue (H) de 14,4 et un albédo estimé à 0,285.